# Repubblica di Baden
La Repubblica di Baden fu uno Stato della Germania al tempo della Repubblica di Weimar, formatosi all'abolizione del Granducato di Baden nel 1918. Attualmente è parte dello Stato tedesco di Baden-Württemberg.

## Storia

### La rivoluzione nel Baden
Con la rivoluzione che nel 1918 portò al crollo dell'Impero tedesco alla fine della prima guerra mondiale, nel Baden si vennero a formare dall'8 novembre dei consigli dei lavoratori e dei soldati che ottennero due sedi a Lahr ed ad Offenburg. Il giorno seguente altri consigli simili nacquero a Mannheim ed a Karlsruhe e l'intero Stato di Baden passò in un periodo di governo di transizione.
Il 13 novembre di quell'anno, il granduca Federico II di Baden abdicò ufficialmente, prima ancora che lo facesse il kaiser Guglielmo II di Germania. Il governo provvisorio venne dichiarato il 14 novembre 1918 e si insediò ufficialmente dal 5 gennaio 1919, nella data delle nuove elezioni.

### La nuova repubblica
Il 12 gennaio 1919 venne formata una nuova assemblea con la presenza al potere del partito centrista cristiano-democratico affiancato dal partito socialista-democratico. Assieme, questi due partiti in coalizione ricevettero il 91,5% dei voti. Il 1º aprile il parlamento del Baden ufficializzò le elezioni e dal 21 marzo 1919 venne approvata una nuova costituzione..

### Il Baden nella Germania nazista
Il Baden, come tutti gli altri stati tedeschi, fu soggetto al processo definito Gleichschaltung nel 1933 col quale il partito nazista abolì de facto tutti gli stati federali della Germania, pur non ufficializzando mai tale decisione che sarebbe andata contro la legge. Il Baden si trovò il proprio presidente eletto rimpiazzato con Walter Köhler, nominato a tale carica dal partito nazista.

### Il Baden nel periodo postbellico
Tra le zone occupate dagli alleati nel periodo successivo alla seconda guerra mondiale, il Baden venne suddiviso in due parti tra americani e francesi. La linea di divisione tra le due aree era costituita dall'autostrada che collegava Karlsruhe con Monaco di Baviera (l'attuale A8) che venne completamente militarizzata. A partire dal 19 settembre 1945, accogliendo le richieste locali, la parte a nord andò a formare lo Stato di Württemberg-Baden, mentre quella a sud, conosciuta come Baden del Sud divenne indipendente e venne posta sotto l'amministrazione militare francese.
Queste due parti del Baden vennero riunite il 23 aprile 1952 a formare l'attuale stato di Baden-Württemberg.

## Presidenti della Repubblica di Baden
A seguito della nuova costituzione della Repubblica di Baden a partire dalla sua proclamazione vennero eletti dei presidenti con durata di mandato di un anno. Dopo il Gleichschaltung, il Baden venne governato da ufficiali nominati dal partito nazista.
|                               | Nome                         | Inizio dell'incarico | Fine dell'incarico | Partito         |
| Presidente                    | Presidente                   | Presidente           | Presidente         | Presidente      |
| ----------------------------- | ---------------------------- | -------------------- | ------------------ | --------------- |
| 1                             | Anton Geiß                   | 10 novembre 1918     | 14 agosto 1920     | SPD             |
| 2                             | Gustav Trunk                 | 14 agosto 1920       | 23 novembre 1921   | Centro          |
| 3                             | Hermann Hummel               | 23 novembre 1921     | 23 novembre 1922   | DDP             |
| 4                             | Adam Remmele                 | 23 novembre 1922     | 23 novembre 1923   | SPD             |
| 5                             | Heinrich Köhler              | 23 novembre 1923     | 23 novembre 1924   | Centro          |
| 6                             | Willy Hellpach               | 23 novembre 1924     | 23 novembre 1925   | DDP             |
| -                             | Gustav Trunk (2º mandato)    | 23 novembre 1925     | 23 novembre 1926   | Centro          |
| -                             | Heinrich Köhler (2º mandato) | 23 novembre 1926     | 3 febbraio 1927    | Centro          |
| -                             | Gustav Trunk (3º mandato)    | 3 febbraio 1927      | 23 febbraio 1928   | Centro          |
| -                             | Adam Remmele (2º mandato)    | 23 novembre 1927     | 23 novembre 1928   | SPD             |
| 7                             | Josef Schmitt                | 23 novembre 1928     | 20 novembre 1930   | Centro          |
| 8                             | Franz Josef Wittemann        | 20 novembre 1928     | 10 settembre 1931  | Centro          |
| -                             | Josef Schmitt (2º mandato)   | 10 settembre 1931    | 11 marzo 1933      | Centro          |
| Reichsstatthalter e Gauleiter |                              |                      |                    |                 |
|                               | Robert Heinrich Wagner       | 11 marzo 1933        | aprile 1945        | Partito Nazista |
| Minister-President            |                              |                      |                    |                 |
|                               | Walter Köhler                | 8 maggio 1933        | aprile 1945        | Partito Nazista |